# Gunung Tujuh
Gunung Tujuh je vulkansko kratersko jezero smješteno na indonezijskom otoku Sumatri.
Ime na indonezijskom jeziku glasi Danau Gunung Tujuh što bi u prijevodu na hrvatski značilo jezero sedam planina, opisujući tako sedam vrhova koje ga okružuju istoimene planine Tujuh. Najviši od tih sedam vrhova penje se do 2732 metra, a površina jezera leži na 1950 metara visine. Jezero je na široko 3 kilometra, a dugo 4,5 dok mu najveća dubina doseže 40 metara. Jezero i planine koje ga okružuju su popularne među planinarima i lokalnim ribičima. U blizini se nalazi i park planine Kerinci.

## Vanjske poveznice
|  | Zajednički poslužitelj ima još gradiva o temi Gunung Tujuh |